# Tearstained
Tearstained — второй альбом группы Charon, выпущенный в 2000 году. Записан в студии BRR в Раахе в ноябре 1999 года. Выпущен лейблом Spinefarm Records.

## Список композиций
1. Worthless (3:35)
2. Sorrowbringer (4:44)
3. 4 Seasons Rush (4:04)
4. Christina Bleeds (3:06)
5. Deepest Scar (4:28)
6. The Drift (2:35)
7. Sin (3:38)
8. Holy (5:01)
9. Your Christ (3:16)
10. As We Die (3:58)
11. The Stone (5:45)

## Каверына песни с альбома «Tearstained»
| №  | Песня     | Группа     | Альбом     | Год  |
| -- | --------- | ---------- | ---------- | ---- |
| 1. | As We Die | Abyssphere | Тени и сны | 2010 |